# Seznam českých velvyslanců v Maďarsku

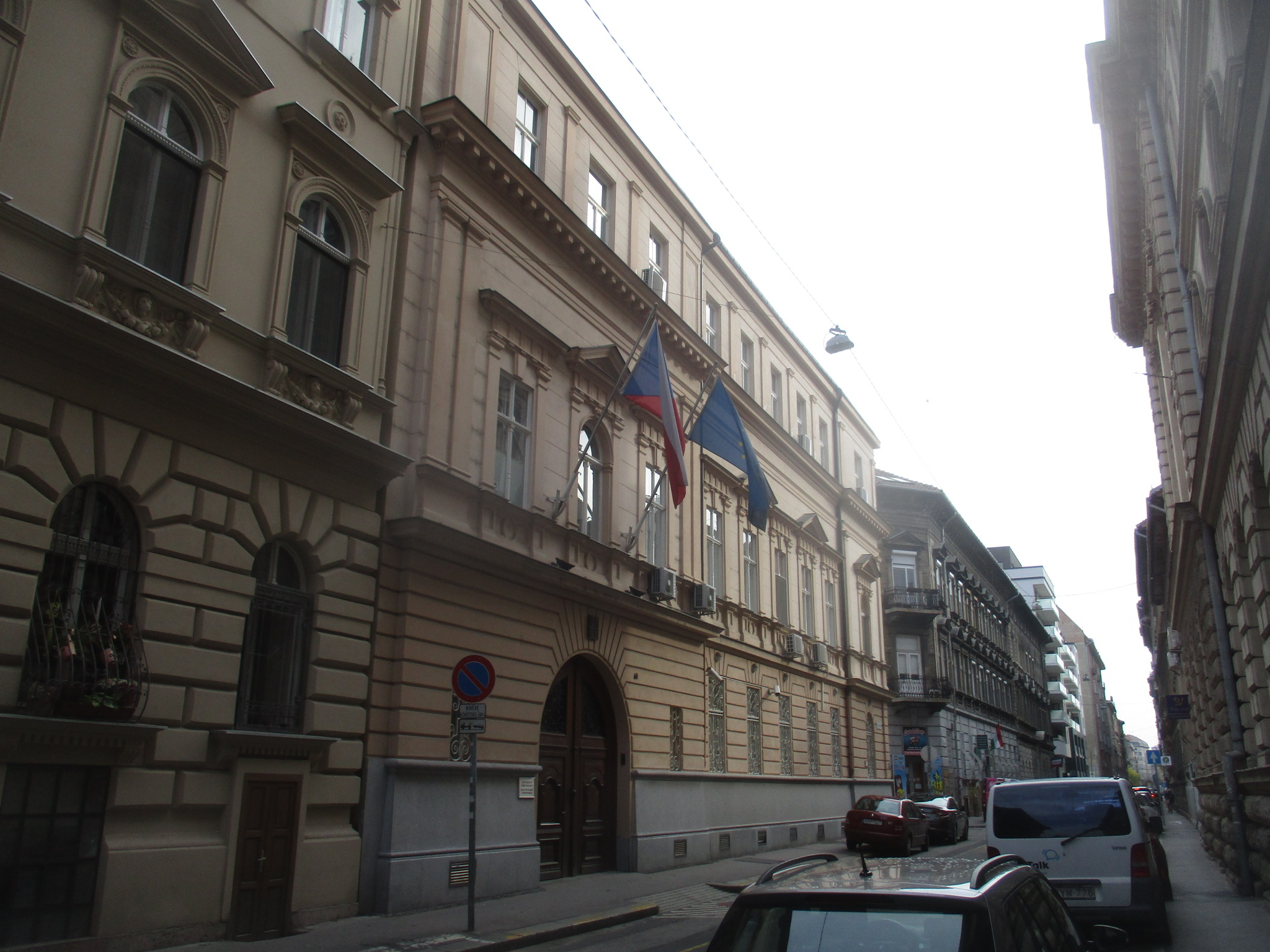
Budova Velvyslanectví České republiky v Budapešti

V tomto seznamu jsou uvedeni vedoucí české diplomatické mise v Budapešti. Na seznamu jsou i ti, kteří instituci nevedli v hodnosti velvyslance

## Čeští velvyslanci a velvyslankyně
- 1993–1994 Michal Černý (správce)
- 26. srpna 1994 – 1998 Richard Pražák
- 5. října 1998[1] – 2002 Rudolf Jindrák
- 6. března 2002 – 2006 Hana Hubáčková
- 5. října 2006 – 2010 Jaromír Plíšek
- 27. září 2010 – 2014 Helena Bambasová
- 13. října 2014 – červen 2019 Juraj Chmiel
- 2. září 2019 – 2023 Tibor Bial
- srpen 2023 – ? Eva Dvořáková[2]